# NGC 2326A
NGC 2326A (= PGC 20237) è una galassia a spirale situata nella costellazione della Lince, a una distanza di circa 298 milioni di anni luce dalla nostra Via Lattea.

## Descrizione
Nelle immagini, NGC 2326A (PGC 20237) appare molto vicina a NGC 2326 tanto che viene considerata una compagna della galassia maggiore con cui forma ragionevolmente una coppia fisica in quanto si trovano pressoché alla stessa distanza dalla nostra Via Lattea. Tuttavia PGC 20237 non è inclusa nel New General Catalogue, anche se taluni autori viene identificata come NGC 2326A.